# Ndolou
Ndolou é um departamento da província de Ngounié, no Gabão.